# Upsala (Minnesota)
Upsala ist eine City im Morrison County im Bundesstaat Minnesota der Vereinigten Staaten von Amerika. Der Ort wurde 1883 gegründet. Der Ortsname bezieht sich auf die schwedische Stadt Uppsala. Upsala hat 487 Einwohner (Stand 2020). Durch Upsala fließt der North Two River.
Upsala ist über den Minnesota State Highway MN 238 (Main Street) an das amerikanische Straßennetz angeschlossen.
Der nächstgelegene internationale Flughafen ist der Minneapolis-Saint Paul International Airport.

## Infrastruktur
- Upsala City Hall
- Upsala City Park
- Upsala Covenant Church Cemetery
- Upsala Public Library
- Upsala School

## Bildergalerie

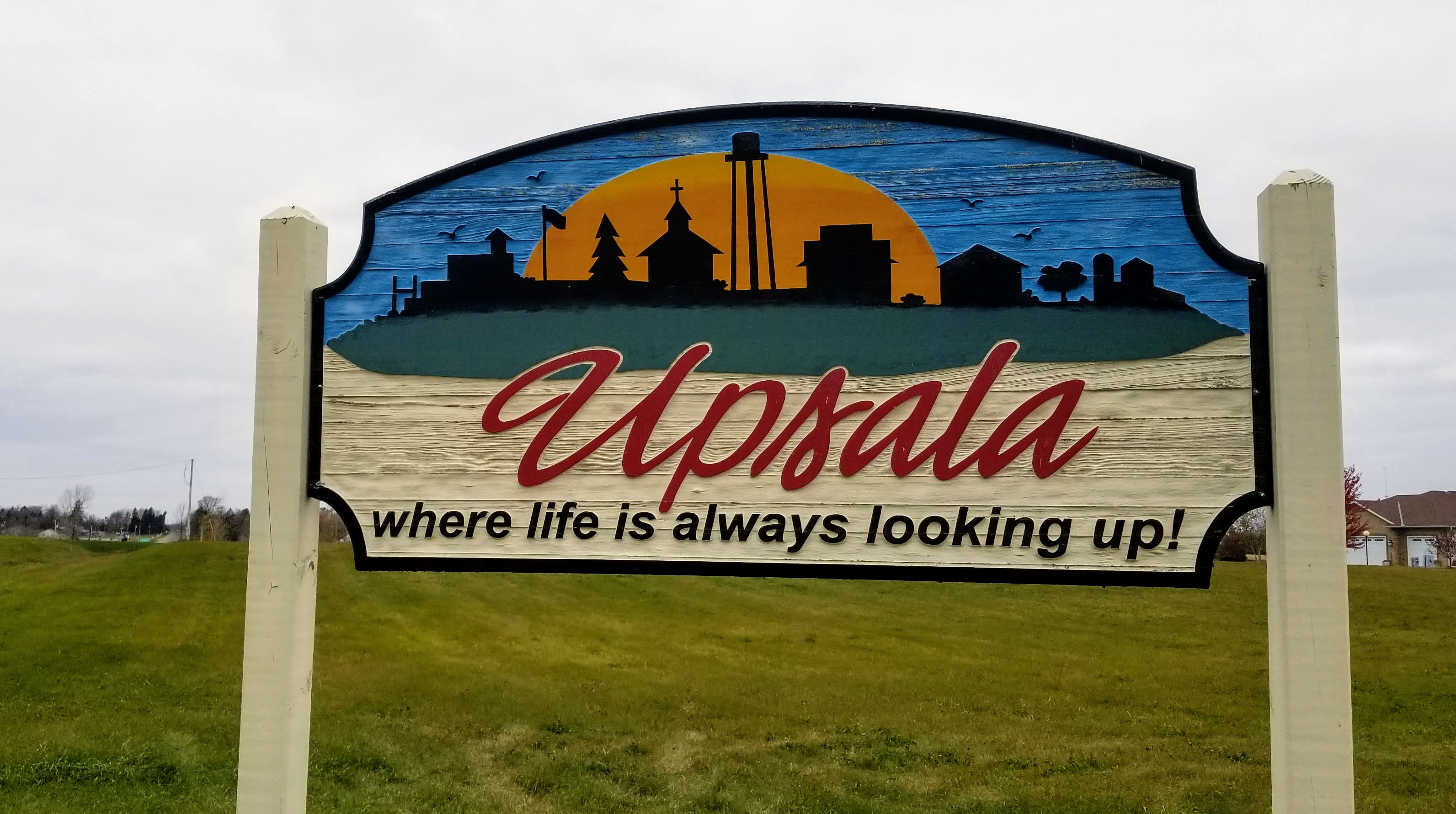
Upsala
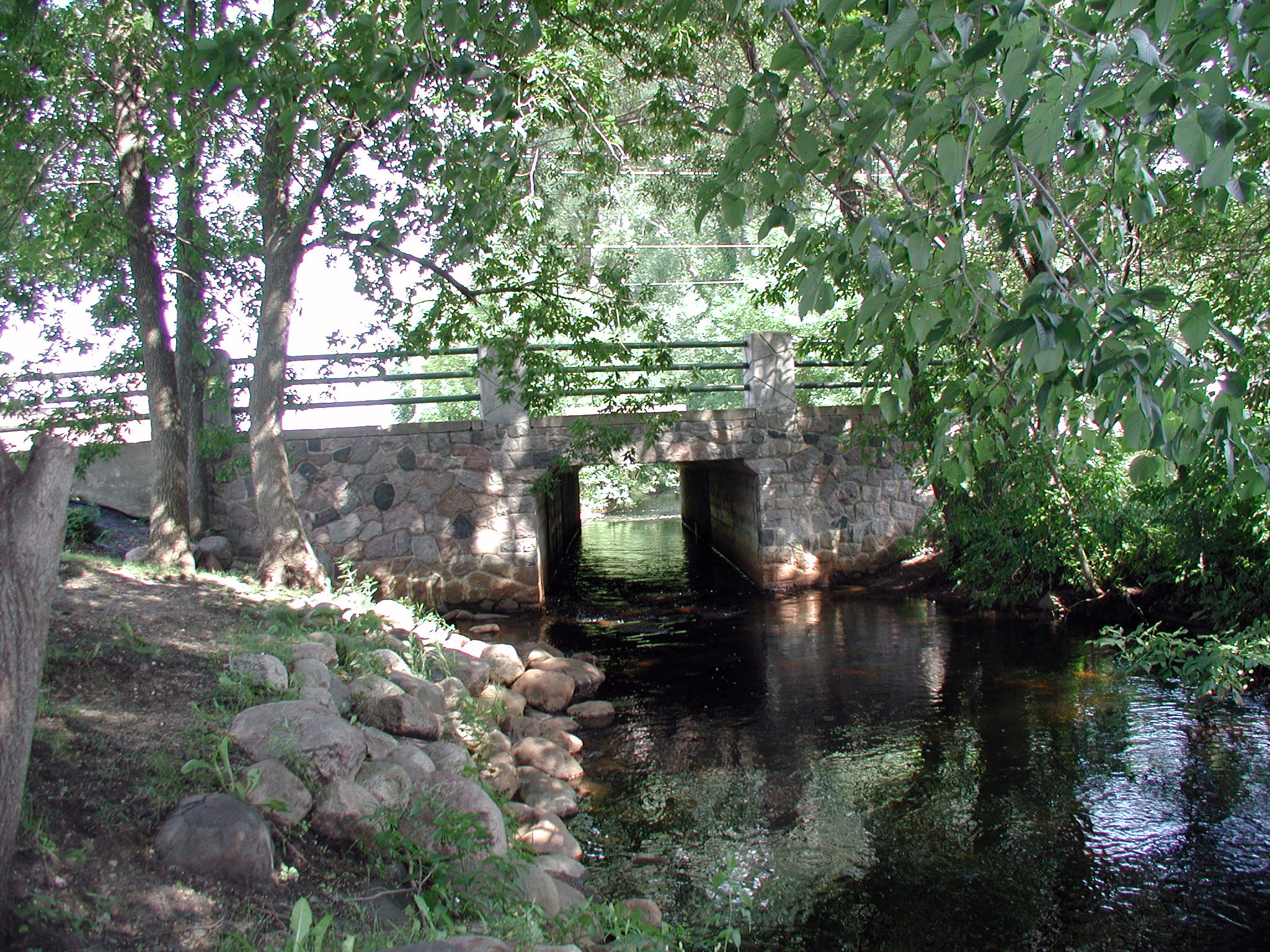
Brücke über den North Two River (Minnesota State Highway MN 238)
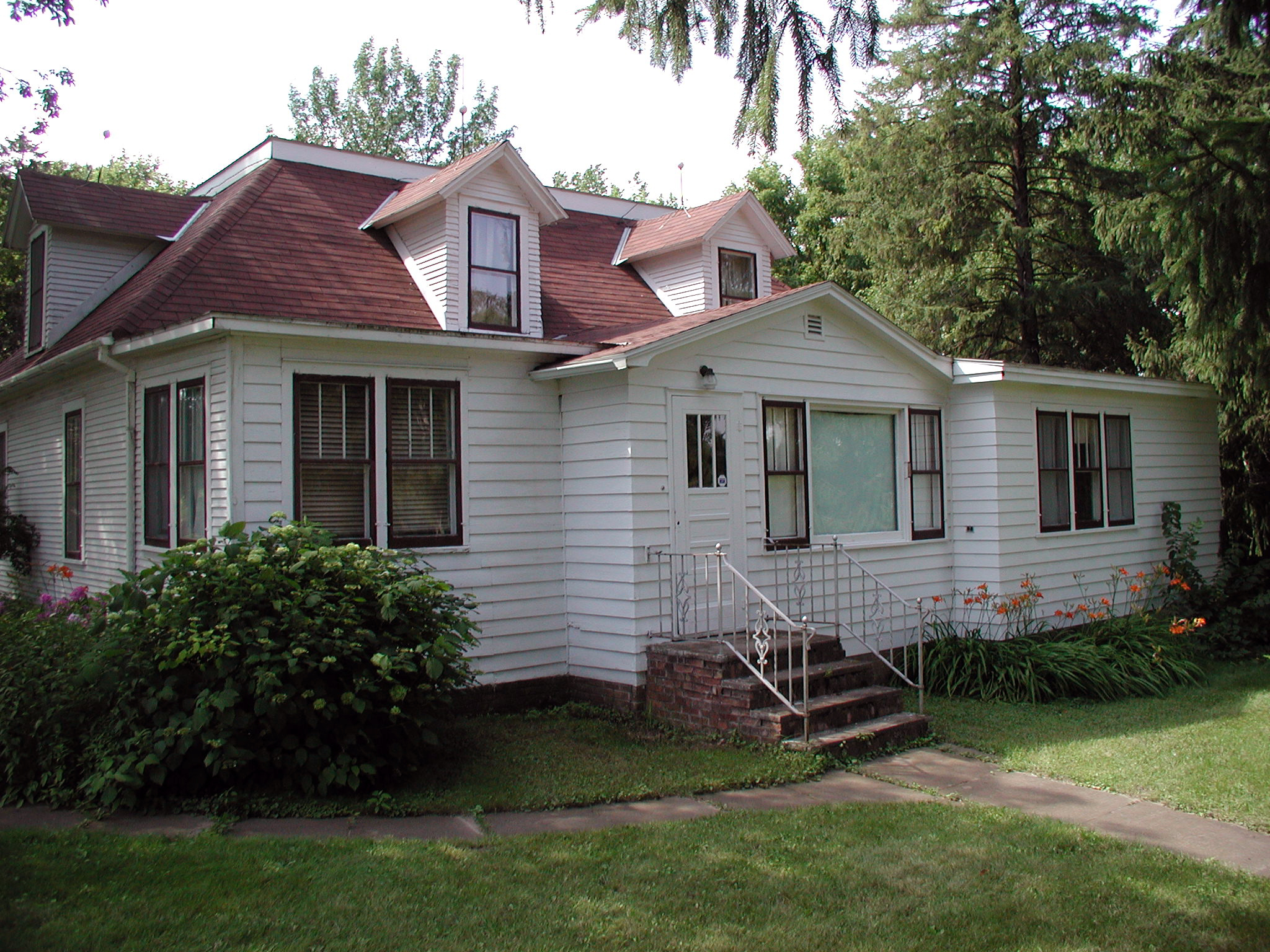
Borgstrom House Museum
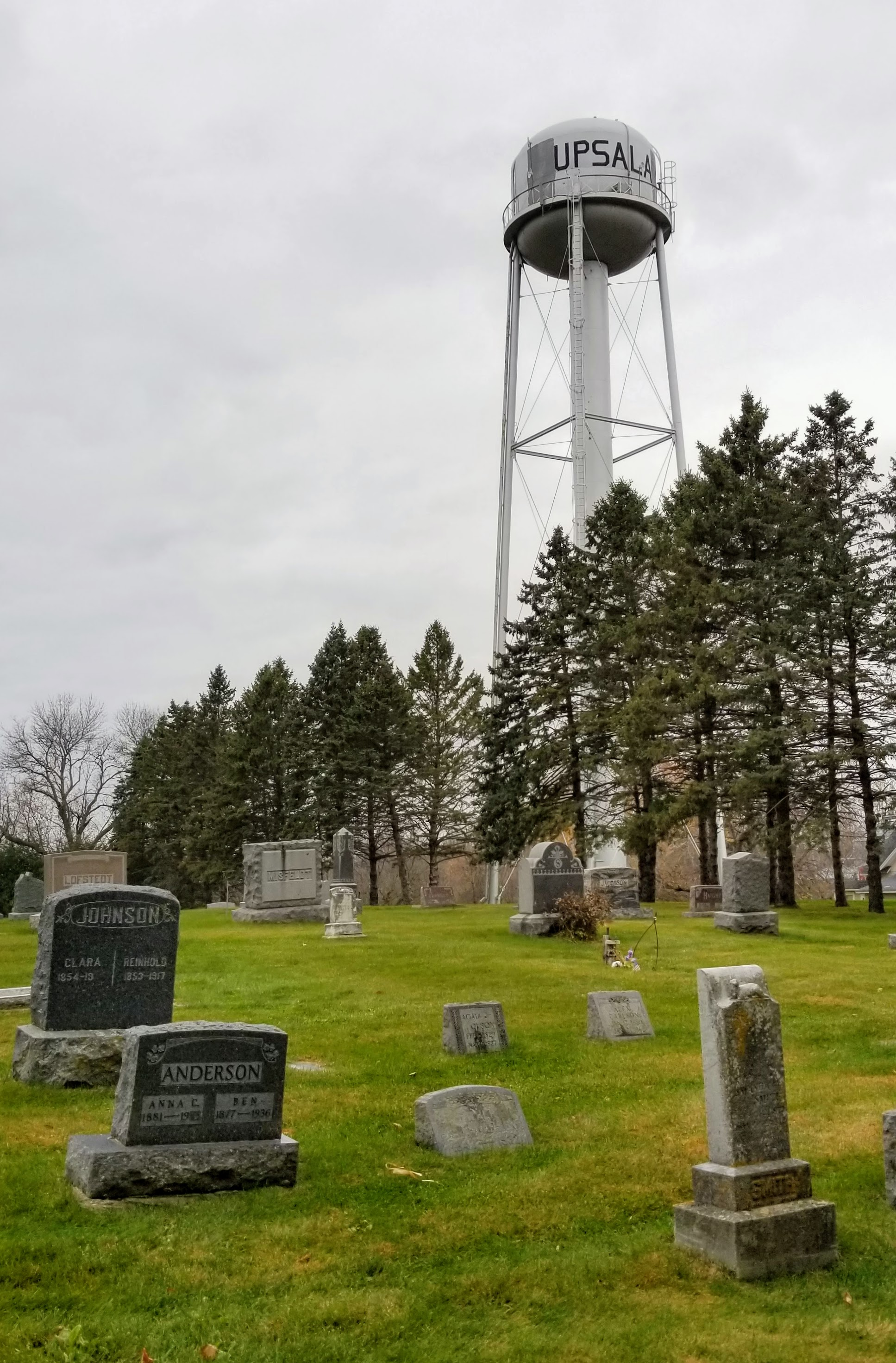
Upsala Covenant Church Cemetery